# Nicole Mastrangelo
Pour les articles homonymes, voir Mastrangelo.
Pas d'image ? Cliquez ici

a Compétitions nationales et continentales officielles uniquement.

b Matchs officiels uniquement.
Nicole Mastrangelo, née le 21 septembre 2003 à Rome (Italie), est une joueuse internationale italienne de rugby à XV. Elle joue au poste de demi de mêlée avec le club romain de l'Unione Rugby Capitolina.

## Biographie
Née le 21 septembre 2003 à Rome en Italie, elle fait ses débuts à l'école de rugby de la Lazio Rugby où jouent ses frères. Elle rejoint ensuite l'Unione Rugby Capitolina qui vient de créer sa section féminine. Elle fait partie de la génération qui devient majeure juste après la pandémie de Covid-19, et a vu le Championnat d'Italie annulé deux saisons de suite.[réf. nécessaire]
Pour sa première saison en senior, elle est surtout remplaçante dans l'équipe de la Capitolina, qui se hisse jusqu'en demi-finale (élimination par Villorba Rugby).[réf. nécessaire]
Durant l'été 2023, elle rejoint la sélection des moins de 20 ans. En octobre suivant, elle est sélectionnée en équipe d'Italie pour jouer la première édition du WXV en Afrique du Sud. Elle y obtient sa première sélection contre les Boks, avec sa coéquipière en club Elena Errichiello.
Nicole Mastrangelo est retenue pour jouer avec la franchise fédérale des Zebre Parma, deux rencontres face aux équipes espagnoles des Iberians en janvier et février 2024,.
Appelée pour la préparation du Tournoi des Six Nations 2024 avec l'Italie, elle se blesse à l'entrainement et rate la compétition. Durant l'été 2024, elle joue la Summer Series des moins de 20 ans où les Italiennes remportent leurs trois rencontres.
En 2024-2025, Nicole Mastrangelo est rappelée en équipe d'Italie pour la deuxième édition du WXV. Elle joue également la Summer Series avec l'équipe d'Italie des moins de 20 ans.